# Lupinus ananeanus
Lupinus ananeanus är en ärtväxtart som beskrevs av Oskar Eberhard Ulbrich. Lupinus ananeanus ingår i släktet lupiner, och familjen ärtväxter. Inga underarter finns listade i Catalogue of Life.